# Energy Star
Energy Star (Eigenschreibweise: (u. a.) ENERGY STAR) ist ein US-amerikanisches Umweltzeichen für energiesparende Geräte, Baustoffe, öffentliche/gewerbliche Gebäude oder Wohnbauten.
Der Energy Star bescheinigt z. B. elektrischen Geräten, dass sie die Stromsparkriterien der US-Umweltschutzbehörde EPA (Environmental Protection Agency) und des US-Energieministeriums erfüllen. Ein wichtiges Kriterium dabei ist, dass sich ein eingeschaltetes Gerät nach einiger Zeit selbstständig zurückschaltet.
Bei Computern muss die Prozessorleistung heruntergefahren und die Festplatte abgeschaltet werden. Dieser Standby-Modus hat einen sehr niedrigen Stromverbrauch zur Folge. In den Spezifikationen 5.0 ist festgelegt, dass der Bildschirmschoner spätestens nach 15 Minuten Inaktivität und der Ruhezustand mit aktivem Arbeitsspeicher (S3) spätestens nach 30 Minuten Inaktivität eingeschaltet werden müssen.
Insbesondere im EDV-Bereich gibt es viele Geräte (z. B. PCs, Computermonitore, Drucker, Faxgeräte, Kopierer, Scanner, Multifunktionsgeräte) mit diesem Kennzeichen.
Den Energy Star darf nur derjenige Hersteller verwenden, der sein Produkt von einem der dafür anerkannten Labore testen und von einer der dafür anerkannten Zertifizierungsstellen verifizieren lässt.

## Geschichte
Seit dem Jahr 1992 gibt es den Energy Star, der von der amerikanischen Umweltbehörde EPA (Environmental Protection Agency) ins Leben gerufen wurde. Es gab einige Vorgänger wie das GEEA-Label der Group for Energy Efficient Appliances, die sich zu Gunsten des Energy Star auflöste.
Am 19. Dezember 2000 vereinbarten USA und Europäische Union, Gütesiegelprogramme für Energieeffizienz von Büroausrüstung mittels Energy Star zu koordinieren. Im Jahr 2006 wurde diese Vereinbarung um 5 Jahre verlängert, 2013 wurde das Abkommen durch eine neue Version ersetzt und lief 2018 aus.
Der Energy Star ist zusammen mit den TCO-Labeln das älteste noch bestehende Label, das Computerhardware unter Green-IT-Aspekten bewertet.

## Kriterien für den Energy Star
- Ein eingeschaltetes Gerät oder eine eingeschaltete Komponente muss sich nach einer gewissen Zeit zurückschalten.
- Für jedes Gerät gibt es Kriterien für den maximal zulässigen Energieverbrauch über eine bestimmte Zeitdauer.

## Neufassung für Computer
Am 1. Juli 2009 ist eine neue Fassung (Version 5.0) der Spezifikationen für Computer in Kraft getreten, die ein neues Grenzwert-System auf Basis einer Formel vorsieht:
- Es gibt nun keine festen Grenzen pro Gerätetyp mehr. Vielmehr werden die Grenzwerte nach einer differenzierten Formel berechnet.
- Die Formel besteht aus einem Basisfaktor 8,76, der mit den Verbrauchswerten in Watt für „Ausgeschaltet“, „Ruhezustand im Speicher“ (S3) und „Leerlauf“ sowie einer von Energy Star für den Gerätetyp festgelegten „typischen“ Nutzungsweise (z. B. für gewöhnliche Desktop-PCs wären das 55 % der Zeit „Aus“, 5 % „Ruhezustand“ und 40 % „Leerlauf“ – für Laptops oder Server gelten andere Zahlen) multipliziert wird.
- Zudem werden Kategorien festgelegt, beispielsweise nach Zahl der Prozessorkerne oder danach, ob der Computer eine dedizierte Grafikkarte hat.
- Das Ergebnis für den individuellen Computer darf die von Energy Star definierten Grenzwerte nicht überschreiten (für einen PC mit Doppelkernprozessor ohne eigene Grafikkarte gilt beispielsweise der Wert von 175 kWh im Jahr).
- Für über die von Energy Star festgelegte Basiskonfiguration hinausgehende Bauteile (beispielsweise mehr Arbeitsspeicher) können auf den Grenzwert weitere Zusatzwerte hinzugerechnet werden (z. B. pro 1 GB Arbeitsspeicher über 2 GB in der PC-Kategorie B jeweils 1 kWh mehr zum Grenzwert 175 kWh).

## Kritik
Das Energy-Star-Label wird, obwohl es weit verbreitet ist, wegen seiner sehr geringen Wirkung aus zwei Gründen kritisiert: Die Kriterien sind zu schwach und werden von über 70 % der elektrischen Geräte am Markt erfüllt, und es erfolgen keinerlei Überprüfungen, ob die Hersteller ihre Geräte korrekt messen und korrekt deklarieren. Die Regeln stellen keine Verkaufsvorschrift dar, jedoch sollen sie ein Gütesiegel sein.